# Centrum Bavaria Bohemia

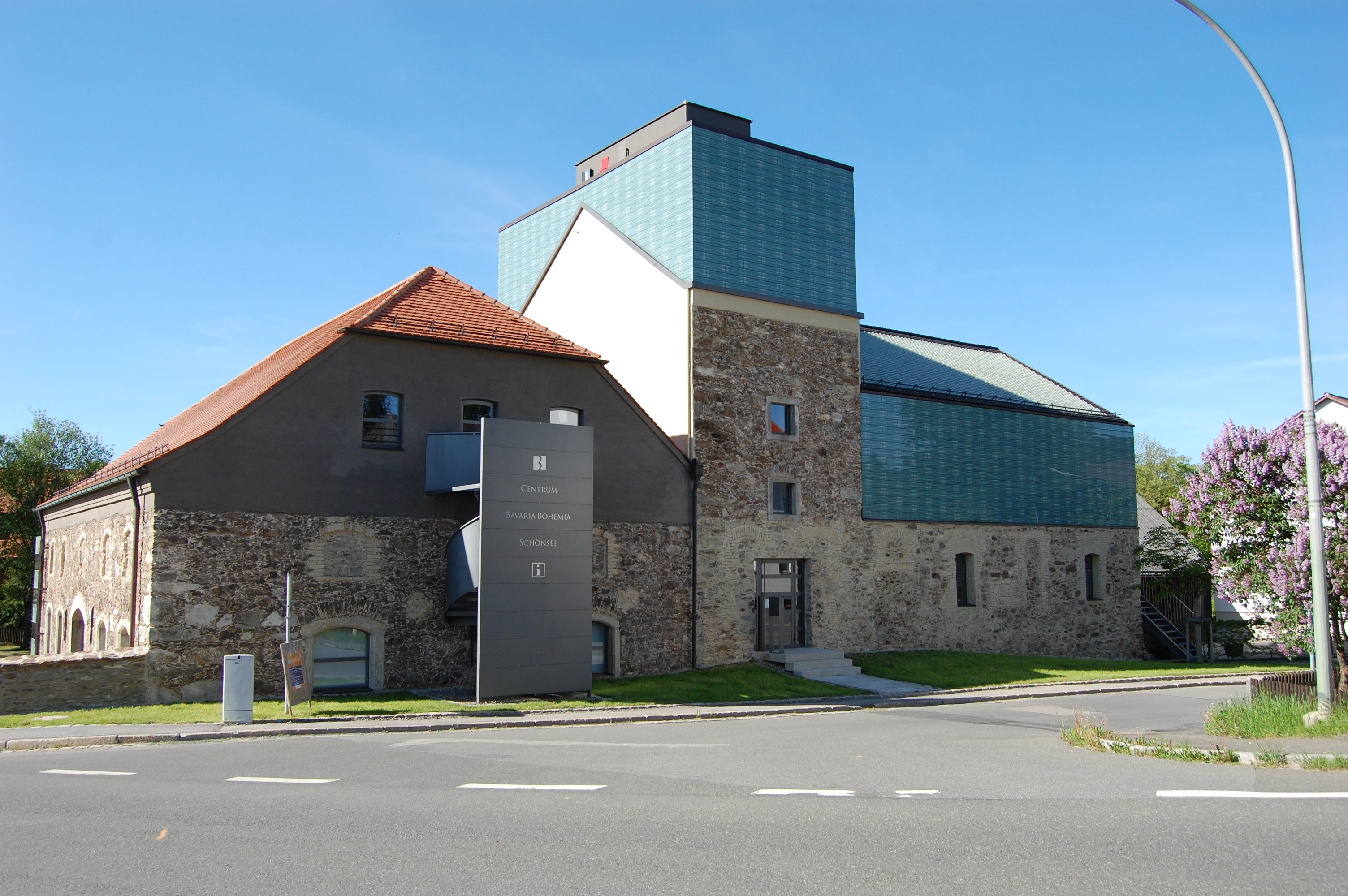
Centrum Bavaria Bohemia v Schönsee

Centrum Bavaria Bohemia (CeBB) v Schönsee je kulturním a informačním centrem v Horní Falci, které je činné zejména v regionech Horní Franky, Horní Falc a Dolní Bavorsko na bavorské straně a Plzeňský, Karlovarský a Jihočeský kraj na české straně. Kulturní centrum funguje jako dvojjazyčné kontaktní a informační středisko, koordinační místo a kulturní točna mezi bavorskými a českými sousedními regiony. CeBB bylo v roce 2006 zprovozněno městem Schönsee, zřizovatelem je veřejně prospěšný spolek Bavaria Bohemia e.V. Od roku 2016 je Centrum Bavaria Bohemia z pověření bavorského Ministerstva kultury Koordinačním místem pro česko-bavorskou kulturní spolupráci.

## Cíle a činnosti
CeBB se zaměřuje na rozšíření a prohloubení kulturní a partnerské spolupráce v sousedních bavorských a českých regionech - Horní Franky, Karlovarský kraj, Horní Falc, Plzeňský kraj, Dolní Bavorsko a Jihočeský kraj. Veřejný program zahrnuje přednášky, čtení, koncerty, kulturní zájezdy do České republiky a měnící se výstavy.
Cena Stavitel mostů se každoročně uděluje od roku 2007. Ocenění se uděluje osobnostem a partnerským projektům, kulturním sdružením nebo iniciativám, které se zasloužili o mezinárodní porozumění mezi Německem a Českou republikou a podílejí se nezištně na přeshraniční spolupráci. První čestná cena byla udělena v roce 2009 a od roku 2010 je čestná cena udělována každé dva roky.

## Zřizovatel
Po dokončení stavebního projektu města Schönsee, převzal veřejně prospěšný spolek Bavaria Bohemia e. V., který sdružuje členy z obou zemí, odpovědnost za projekty a programovou realizaci..

## Budova
Centrum Bavaria Bohemia se nachází v bývalém komunálním pivovaru ve městě Schönsee. Budova je vedena na seznamu památek jako stavební památka. V letech 2004 až 2006 proběhla renovace a rozšíření pro použití jako přeshraniční kulturní středisko. Úspěšná rekonstrukce budovy získala tři ceny za architekturu. 